# بخش جفرسون (شهرستان ویلیامز، اوهایو)
بخش جفرسون (به انگلیسی: Jefferson Township) یک منطقهٔ مسکونی در ایالات متحده آمریکا است که در شهرستان ویلیامز، اوهایو واقع شده‌است.
 بخش جفرسون ۱۱۰٫۵ کیلومتر مربع مساحت و ۲٬۰۲۱ نفر جمعیت دارد و ۲۳۸ متر بالاتر از سطح دریا واقع شده‌است.